# Червоні дзвони. Фільм 2. Я бачив народження нового світу
«Червоні дзвони. Фільм 2. Я бачив народження нового світу» — радянсько-мексикансько-італійський фільм режисера Сергія Бондарчука 1982 року про події 1917 року в Росії. В основу фільму покладено книгу Джона Ріда «Десять днів, які потрясли світ». Друга частина дилогії «Червоні дзвони».

## Сюжет
Автор спробував з максимальною достовірністю відновити хід історичних подій 1917 року, від повернення Леніна в Росії до Жовтневої революції. Широкими мазками даються масштабні картини масових маніфестацій і демонстрацій, багатолюдних з'їздів і мітингів, поля битв і вулиці революційного Петрограда. Ось легендарний вокзал і знаменитий виступ з броньовика приїхавшого Леніна, ось багатотисячна Липнева демонстрація і розстріл її військами Тимчасового Уряду. Ось розгром друкарні газети «Правда», звідки тільки що пішов Ленін. Корніловщина, навчання червоногвардійців на площі, виступ Керенського в Таврійському палаці, історичне засідання ЦК більшовиків про збройне повстання, коридори революційного Смольного і Зимового палацу — і всюди на периферії подій маячить всюдисущий американський журналіст Джон Рід, який невпинно строчить в блокнот новини з місця історичних подій.
Продовжуючи традиції Ейзенштейна, Сергій Бондарчук з документальною прискіпливістю відтворює реальну картину подій. З цією метою він свідомо взяв на основні ролі акторів, які раніше майже не знімалися, і показав як діючих персонажів революції такі «заборонені» історичні особистості, як Л. Б. Каменєв, Г. Є. Зінов 'єв, Л. Д. Троцький.

## У ролях
- Франко Неро —  Джон Рід
- Урсула Андресс —  Мейбл Додж
- Сідні Ром —  Луїза Брайант
- Анатолій Устюжанінов —  Володимир Ленін
- Богдан Ступка —  Олександр Керенський
- Валерій Баринов —  Микола Подвойський
- Олександр Сайко —  Антонов-Овсієнко
- Петро Воробйов —  Альберт Ріс Вільямс
- В'ячеслав Бутенко —  Лев Троцький
- Мірдза Мартінсоне —  Бессі Бітті
- Тенгіз Даушвілі —  Йосип Сталін
- Володимир Сєдов —  Микола Кішкін
- Микола Буров —  Михайло Терещенко
- Данило Домбровський —  Яків Свердлов  (озвучив Сергій Малишевський)
- Ярослав Баришев —  Григорій Зінов'єв
- Юльєн Балмусов —  Фелікс Дзержинський
- Галікс Колчицький —  російський промисловець
- Яніс Клушс —  Ейно Рах'я
- Олена Фіногєєва —  Олександра Коллонтай
- Валерій Захар'єв —  Панін
- Ірина Скобцева —  графиня Паніна
- Паул Буткевич —  солдат на вокзалі
- Олег Федоров —  полковник Г. П. Полковников
- Борис Невзоров —  Костянтин Єремєєв
- Лев Дуров —  Григорій Шрейдер
- Микола Боярський —  генерал
- Михайло Васильєв —  старший урядник
- Юрій Лазарев —  офіцер
- Олександр Вдовін —  матрос
- Родіон Александров —  Анатолій Луначарський
- Олег Штефанко —  офіцер
- Олександр Чуйков —  Олександр Гучков
- Анатолій Фірстов — Невський, член ВРК, соратник Леніна

## Знімальна група
- Режисер — Сергій Бондарчук
- Сценаристи — Сергій Бондарчук, Валентин Єжов, Антоніо Сагуера
- Оператор — Вадим Юсов
- Композитори — Георгій Свиридов, Хоакін Гутьєррес Ерас
- Художники — Леван Шенгелія, Джантіто Бурк'єлларо, Франсіско Магайон